# Kodi (Software)
Kodi, ehemals XBMC, ist eine freie und plattformübergreifende Mediaplayer-Software. Die Software ist durch Plug-ins erweiterbar.
Für die Spielkonsole Xbox entwickelt, hieß die Software anfangs „Xbox Media Player“. Im Jahr 2002 wurde der Name in „Xbox Media Center“ („XBMC“) geändert. Mit Version 14 wurde die Software in „Kodi“ umbenannt, womit die Abkehr von der Xbox-Konsole reflektiert und rechtliche Probleme ausgeräumt werden sollen.

## Überblick
Die Software stellt einen Mediaplayer dar, der üblicherweise an einem Fernseher betrieben und mit einer Fernbedienung gesteuert wird.
Kodi kann Metadaten von lokal vorliegenden Mediendateien auslesen und in der eigenen Datenbank speichern. Die Metadaten werden optisch ansprechend dargestellt, und die Mediendateien können aus dem Kontext der Medien-Verwaltung abgespielt werden. Im Unterschied zu reinen (Hardware-)Mediaplayern nutzt Kodi zusätzliche Inhalte aus dem Internet, um dem Nutzer einen Mehrwert zur klassischen reinen Abspielfunktionalität zu bieten: Das Programm kann unter anderem Filmposter, Darstellerlisten, Untertitel und Trailer abrufen. Grundlage dafür ist die Erweiterungsmöglichkeit von Kodi mittels herunterladbarer Plugins, die von Drittanbietern zur Verfügung gestellt werden. So werden u. a. Internet-Videoportale wie YouTube, Hulu oder Veoh, ebenso die Mediatheken der ARD und des ZDF über Kodi abrufbar. Auch die Integration von Video-on-Demand-Diensten ist durch zusätzliche Plug-ins möglich.
Bedient wird die Software per Maus, Tastatur, Gamepad, Fernbedienung, Webinterface, Wiimote oder durch ein WLAN-/Bluetooth-Mobiltelefon. Die Oberfläche ist durch Skins vollständig veränderbar.

### Hardwareanforderungen
Kodi stellt vergleichsweise geringe Ansprüche an die Hardwareleistung. Aktuelle Versionen setzen jedoch unter Windows einen Grafikprozessor voraus, der mindestens DirectX 9.0c unterstützt; ferner muss ein Treiber installiert sein, der die Funktion „Level 9“ (eingeführt mit DirectX 11) handhaben kann. Unter Linux, das bei zahlreichen Projekten für die Einrichtung eines Home Theater PCs verwendet wird, muss mindestens OpenGL 2.0 unterstützt werden.
Neue Techniken werden meist rasch aufgegriffen und integriert. Videobeschleunigung wurde etwa über entsprechende Grafikkarten früh unterstützt (siehe VDPAU, DXVA) und damit das Abspielen von HD-Videos auf schwächeren Systemen ermöglicht.

### Abspielfähigkeiten
Kodi unterstützt zahlreiche Audio-, Video- und Bild-Formate:
Physische Medien
CDs, DVDs, DVD-Video, Video-CDs (inkl. VCD/SVCD/XVCD), Audio-CDs (CDDA), Blu-ray Discs (unverschlüsselt), USB Flash Drives und externe Festplatten
Netzwerkprotokolle
AirPlay/AirTunes, UPnP, SMB/SAMBA/CIFS, AFP, Zeroconf/Avahi/Bonjour, NFS, HTTP, HTTPS, FTP, RTSP (RTSPU, RTSPT), MMS (MMSU, MMST), Podcasting, TCP, UDP, SFTP, RTP und RTMP (beinhaltet RTMP, RTMPT, RTMPE, RTMPTE, RTMPS), DHCP, NTP, WebDAV
Medien-Container
AVI, MPEG, WMV, ASF, FLV, Matroska (MKV und MKA), QuickTime, MP4, M4A, AAC, NUT, Ogg, OGM, RealMedia RAM/RM/RV/RA/RMVB, 3gp, VIVO, PVA, NUV, NSV, NSA, Autodesk Animator (FLI und FLC), DVR-MS, WTV, TRP und F4V
Videoformate
MPEG-1, MPEG-2, H.263, MPEG-4 SP und ASP, MPEG-4 AVC (H.264), H.265 (seit Kodi 14), AV1 (seit Kodi 19), HuffYUV, Indeo, MJPEG, RealVideo, RMVB, Sorenson, WMV und Cinepak
Audioformate
MIDI, AIFF, WAV/WAVE, MP2, MP3, AAC, AACplus (AAC+), Opus, Vorbis, AC3, DTS, ALAC, AMR, FLAC, Monkey’s Audio (APE), RealAudio, SHN, WavPack, MPC/Musepack/Mpeg+, Shorten, Speex, WMA, IT, S3M, MOD (Amiga Module), XM, NSF (NES Sound Format), SPC (SNES), GYM (Genesis), SID (Commodore 64), AdLib, YM (Atari ST), ADPCM (Nintendo GameCube) und CDDA.
Digitalbild-Formate
RAW-Formate, BMP, JPEG, GIF, PNG, TIFF, MNG, ICO, PCX, Targa/TGA und WebP
Untertitelformate
AQTitle, ASS/SSA, CC, JACOsub, MicroDVD, MPsub, OGM, PJS, RT, SMI, SRT, SUB, VobSub, VPlayer
Metadaten
APE-Tags (APEv1 und APEv2), ID3 (ID3v1 und ID3v2), ID666, Exif und IPTC (mit GeoTagging) für Bildformate

### Bibliothekfunktion
Kodi ermöglicht, beim Benutzer vorliegende Inhalte in einer Bibliothek zu organisieren. Durch das Abrufen zusätzlicher Metadaten aus dem Internet können Inhalte kategorisiert werden, unter anderem Musik nach Genre, Filme nach Schauspielern oder einzelne Episoden einer Fernsehserie einer bestimmten Staffel zugeordnet werden.
Die zur Verfügung stehenden Metadaten erlauben es dem Benutzer, sich beispielsweise alle auf der Festplatte vorhandenen Science-Fiction-Filme der 1970er-Jahre anzeigen zu lassen und anschließend auf Grundlage des angezeigten Covers oder Filmposters zu entscheiden, welchen Film er schauen möchte. Das Stöbern in der Bibliothek ist ein zentrales Nutzungskonzept der Software.
Abhängig von der Android-Version kann Kodi auf fast allen aktuellen Smartphones, Tablets und TV-Boxen wie Amazon Fire TV installiert werden.

## Geschichte

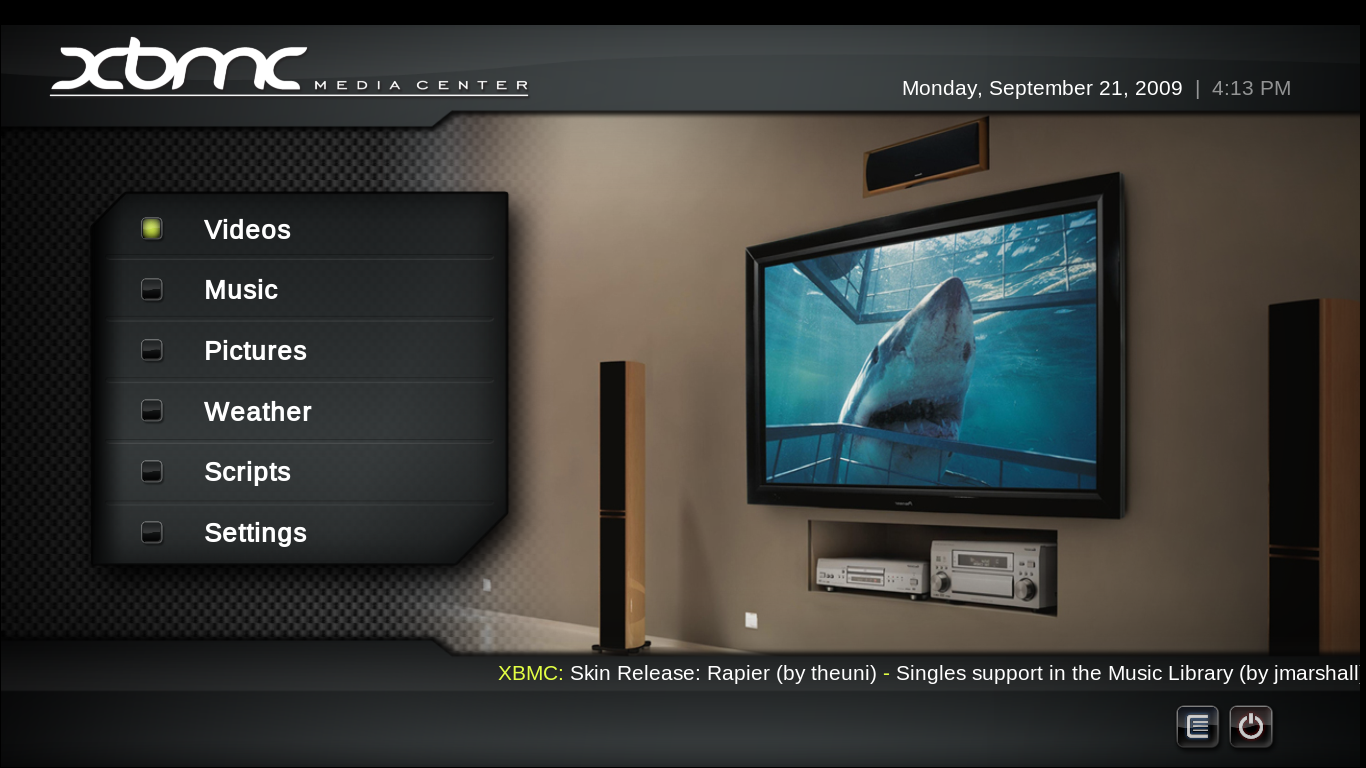
XBMC mit „PM3.HD“-Benutzeroberfläche

2002 begannen zwei Programmierer unabhängig voneinander mit der Entwicklung eines Medienabspielprogramms für die Xbox. Ein unter den Pseudonymen „d7o3g4q“ und „duo“ auftretender Entwickler schrieb eine Software, die er „Xbox Media Player“ nannte. Ein anderer Entwickler unter dem Pseudonym „RUNTiME“ nannte seine Software anfänglich „XBPLAYER“. Später tauschten sie den Quelltext untereinander aus, bis beide Programme in der Beta-5-Version von Xbox Media Player vollständig zusammengeführt wurden.
Mit Version Beta 5 beginnend wurde die Videocodec-Bibliothek FFmpeg als Basis zur Dekodierung von Film- und Musikdateien genutzt. Mit Version Beta 6 kam die Unterstützung für den populären MPEG-Codec Xvid hinzu. Bis zu diesem Zeitpunkt hatten die beiden Entwickler die Software privat zu zweit weiterentwickelt und lediglich versprochen, den Quelltext ihrer Software mit Version 1.0 zu veröffentlichen. Wegen der Verwendung der unter den Bestimmungen der GNU GPL stehenden FFmpeg- und Xvid-Bibliotheken veröffentlichten sie jedoch nach einigen Beschwerden den Quelltext bereits früher mit der Version Beta 6 des Xbox Media Player am 15. Oktober 2002.
Im November 2002 stieß ein weiterer Programmierer mit dem Spitznamen „Frodo“ hinzu. Er hatte bis dahin ein eigenes Programm mit Namen „YAMP – Yet Another Media Player“ entwickelt, welches daraufhin mit dem Xbox-Media-Player-Projekt vereinigt wurde. Das erste Release des weiter vereinigten Xbox Media Players erfolgte bald darauf am 14. Dezember 2002 mit der Version 2.0 (Versionsnummer 1.0 wurde übersprungen). Version 2.0 des Xbox Media Players war eine Neufassung mit einem neuen auf MPlayer basierenden Kern (welches aber wiederum ebenfalls die Codecsammlungen FFmpeg und Xvid nutzt).
Am 28. Dezember 2002 wurde Version 2.1 veröffentlicht, welche neben zahlreichen Fehlerkorrekturen AC3-5.1-Tonausgabe (Dolby Digital), Lautstärkenormalisierung und zusätzliche Effektfilter als Neuerungen bot. Zwei Wochen später folgte am 12. Januar 2003 die finale Version 2.2 dieses Entwicklungszweigs, welche einen Dashboard-Modus zum Starten weiterer Xbox-Programme, separate Oberflächenübersetzungsdateien, Streams von Windows-Freigaben, Wiedergabe von ISO9660-CDs und die Unterstützung von Windows Media Video (WMV) mittels Windows-DLLs bot.
Nach dieser Version wurde das Projekt in „Xbox Media Center“ umbenannt, da es mit seinem eigenständigen Dashboard mit einer vollständigen grafischen Benutzeroberfläche zu einem vollständigen Media Center und somit zu einem Ersatz für das vorinstallierte Xbox Dashboard herangewachsen war.
Den Namen „XBox Media Center“ behielt das Projekt noch einige Zeit bei, auch als es schon für diverse andere Plattformen verfügbar war. Zwischenzeitlich nannte sich das Projekt „XBMC Media Center“. Die Unterstützung für die XBox-Plattform wird aufgrund der Einschränkungen des in die Jahre gekommenen Systems seit dem 27. Mai 2010 vom leitenden Entwicklerteam nicht mehr fortgeführt.
Ende Januar 2011 wurde eine Version für iOS vorgestellt, die für Apple TV 2, iPad und iPhone 4 vorgesehen ist.
Seit 2012 ist XBMC auch für den Einplatinencomputer Raspberry Pi verfügbar. Es kann dadurch als Medienzentrale für ein Fernsehgerät oder einen PC-Monitor mittels HDMI-Port oder Composite und 3,5-mm-Klinkenstecker (bei höheren Ansprüchen an die Klangausgabe auch über USB-Soundkarte) fungieren.
Am 1. August 2014 wurde angekündigt, das Produkt ab Version 14 in „Kodi“ umzubenennen.

## Veröffentlichungen
| Version                                                    | Erscheinungsdatum  | Codename |
| ---------------------------------------------------------- | ------------------ | -------- |
| 1.0.0                                                      | 29. Juni 2004      |          |
| 1.1.0                                                      | 18. Oktober 2004   |          |
| 2.0.0                                                      | 29. September 2006 |          |
| 8.10                                                       | 15. November 2008  | Atlantis |
| 9.04                                                       | 6. Mai 2009        | Babylon  |
| 9.11                                                       | 24. Dezember 2009  | Camelot  |
| 10.0 und 10.1                                              | 18. Dezember 2010  | Dharma   |
| 11.0                                                       | 24. März 2012      | Eden     |
| 12.0, 12.1, 12.2 und 12.3                                  | 29. Januar 2013    | Frodo    |
| 13.0, 13.1 und 13.2                                        | 4. Mai 2014        | Gotham   |
| 14.0, 14.1, 14.2                                           | 28. März 2015      | Helix    |
| 15.0, 15.1, 15.2                                           | 21. Juli 2015      | Isengard |
| 16.0, 16.1                                                 | 21. Februar 2016   | Jarvis   |
| 17.0, 17.1, 17.2, 17.3, 17.4, 17.5, 17.6                   | 2. Februar 2017    | Krypton  |
| 18.0, 18.1, 18.2, 18.3, 18.4, 18.5, 18.6, 18.7, 18.8, 18.9 | 29. Januar 2019    | Leia     |
| 19.0, 19.1, 19.2, 19.3, 19.4, 19.5                         | 20. Februar 2021   | Matrix   |
| 20.0, 20.1, 20.2, 20.3, 20.4, 20.5                         | 15. Januar 2023    | Nexus    |
| 21.0, 21.1, 21.2                                           | 6. April 2024      | Omega    |
| Legende:Alte VersionAktuelle VersionZukünftige Version     |                    |          |

## Auf Kodi basierende Projekte

### Boxee
Seit Mitte 2008 existiert das auf Kodi basierende Projekt „Boxee“, welches einen Schwerpunkt auf die Integration sozialer Netzwerke legt. Boxee war für macOS, Linux, Windows und tvOS (Apple TV) bis Anfang 2012 erhältlich, die Software für Desktop-Rechner wurde jedoch eingestellt, da das Unternehmen die Zukunft auf Settop-Boxen wie Boxee Box und Iomega TV with Boxee sieht.

### CoreELEC
Die Entwicklung des CoreELEC-Projekts startete 2018, mit dem Ziel, ein auf Kodi basierendes Betriebssystem für Amlogic-Hardware anzubieten, welche bei vielen, auf Android-basierenden Mediaplayern zum Einsatz kommt. Die erste stabile Version „CoreELEC 9.0“ erschien am 16. Februar 2019  und basiert auf Kodi 18.0.

### GeeXboX
GeeXboX setzte früher für die Benutzeroberfläche auf eine Eigenentwicklung namens „Enna“. Im Zuge der Entwicklung von GeeXboX 2.0 wurde dieser Ansatz jedoch fallen gelassen; stattdessen wurde Kodi als Benutzeroberfläche integriert.

### LibreELEC
LibreELEC ist eine Abspaltung von OpenELEC. Das Projekt wurde im März 2016 infolge von Meinungsverschiedenheiten von ehemaligen OpenELEC-Entwicklern gegründet.

### OpenELEC
OpenELEC (Open Embedded Linux Entertainment Center) ist ein freies Betriebssystem. Es wird seit 2009 durch das OpenELEC-Team unter den Bedingungen der GNU GPL entwickelt. Das Projekt gewann 2014 den CH Open Source Award und verfügt nach eigenen Angaben über aktuell 400.000 Nutzer (für die Nutzerzählung überträgt OpenELEC die gehashte MAC-Adresse der Hardware des jeweiligen Rechners an den Internetdienst von OpenELEC). Es umfasst ein vorkonfiguriertes Kodi Media Center und Drittanbieter-Plugins mit Retro-Videospielkonsolen-Emulatoren und PVR-Erweiterungen. OpenELEC ist ein extrem kleines und schnell startendes Linux-Betriebssystem – hauptsächlich entwickelt, um von Flash-Speichern wie CompactFlash oder auch SSD-Festplatten zu booten.
Nachdem 2016 die meisten Entwickler zum LibreELEC-Projekt gewechselt haben, wird OpenELEC seit Mai 2017 nicht mehr weiterentwickelt und von seiner Verwendung seitens des Kodi-Teams auch abgeraten.

### OSMC/RaspBMC/Rasplex/XBian
OSMC, RaspBMC, RasPlex und XBian sind auf Debian basierende Linux-Distributionen, die ein optimiertes Kodi für den Raspberry Pi unterstützen.
RaspBMC erschien am 2. Februar 2012 und wurde stetig weiterentwickelt. Mit dem letzten Update am 2. Februar 2015 wurde das Projekt zugunsten der Entwicklung von OSMC aufgegeben.

### Plex
Mitte 2008 entschlossen sich einige Entwickler, das Xbox Media Center speziell für macOS und iOS von Apple weiterzuentwickeln. Der daraus entstandene Entwicklungszweig wird Plex genannt und basiert auf der Linux-Version von Kodi. Seit 2011 läuft Plex auf Windows, macOS und Android-Betriebssystemen.

### XBMC4Xbox
Nach der Aufkündigung weiterer Unterstützung für die Xbox-Plattform wurde das Projekt XBMC4Xbox ins Leben gerufen. Soweit möglich, versucht man hier Verbesserungen aus dem Ursprungsprojekt einfließen zu lassen.

### XBMC from Debian
In das Repository der weitverbreiteten Linux-Distribution Debian konnte XBMC lange Zeit nicht aufgenommen werden, da es eingebettete Programmbibliotheken mitliefert, obwohl diese unter Debian (und vielen anderen Distributionen) bereits extern zur Verfügung stehen. Diese Praxis kollidiert mit den vom Debian-Entwicklerteam aufgestellten Regeln, die solche Redundanzen verbieten und ein möglichst schlankes Programmpaket voraussetzen. Der Entwickler Réczey Bálint entwarf daraufhin die Abspaltung „XBMC from Debian“, welche – neben anderen Anpassungen – auf die externe Implementierung von FFmpeg bzw. libav zurückgreift.